# Зенітний дивізіон

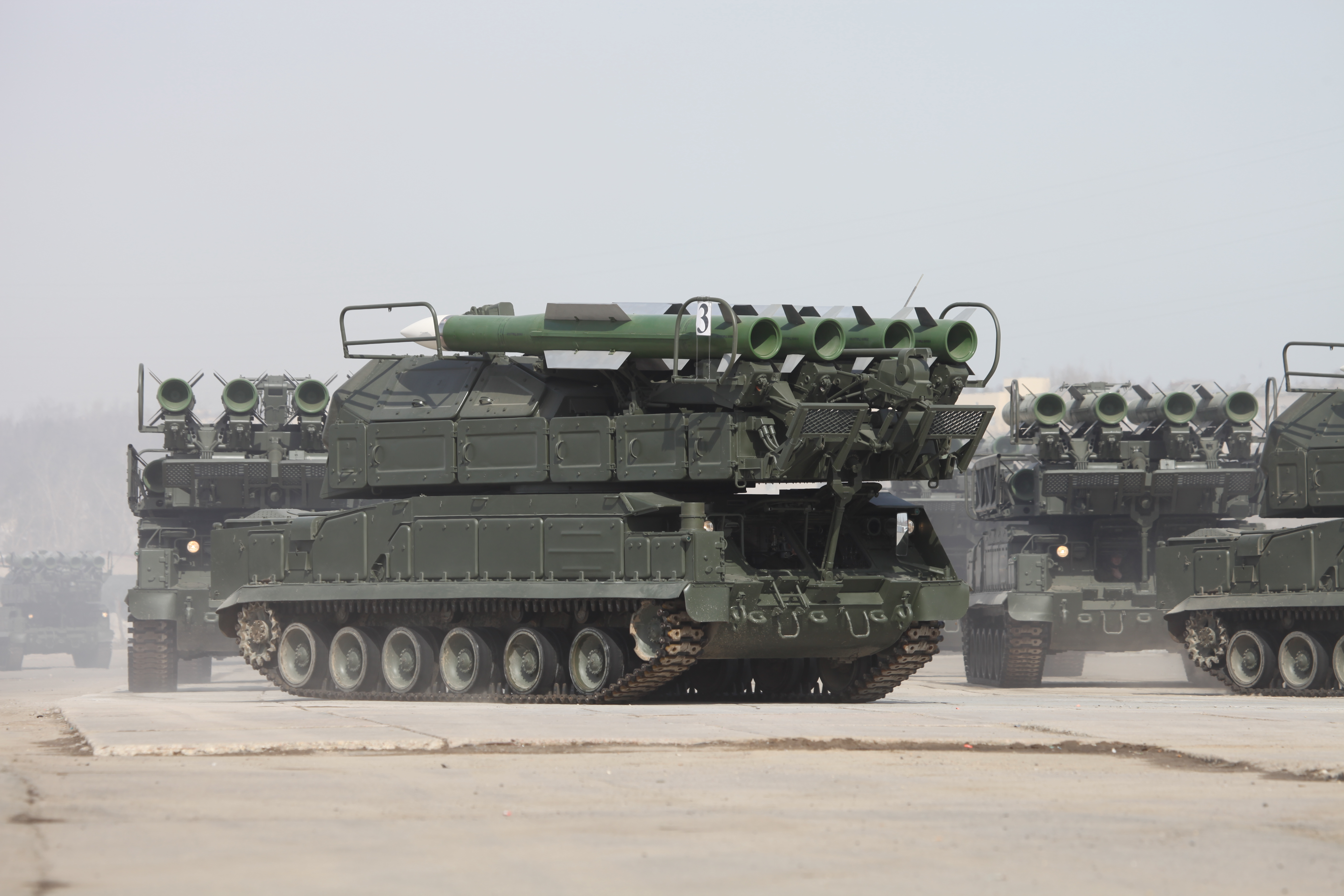
Зенітно-ракетний дивізіон ЗРК «Бук» висувається на репетицію параду Дня Перемоги. Алабіно, Підмосков'я. 2013

Зені́тний дивізіо́н (фр. division — ділення, відділення) — основний вогневий і тактичний підрозділ у військах протиповітряної оборони сучасних армій. Входить до складу зенітного полку (зенітного артилерійського або зенітно-ракетного полку), бригади, дивізії або може бути окремим у складі формування роду Сухопутних військ, Військово-морських або Повітряних сил.
Сучасний зенітний дивізіон зазвичай складається з 2—4 зенітних батарей і органів управління та підрозділів забезпечення. Всього в дивізіоні налічується близько 100–300 чол. особового складу; на озброєнні 6-18 зенітних артилерійських систем різного калібру або 3-12 зенітно-ракетних комплексів.